# Джоузеф Бел
Джоузеф Бел (на английски: Joseph Bell, 2 декември 1837 г. – 4 октомври 1911 г.) е известен шотландски хирург и професор в медицинското училище на Единбургския университет през 19 век.
Известен с това, че е прототип на литературния герой Шерлок Холмс. Служи като личен хирург на кралица Виктория при гостуванията ѝ в Шотландия. Публикува няколко медицински учебника.